# Alan Pichot

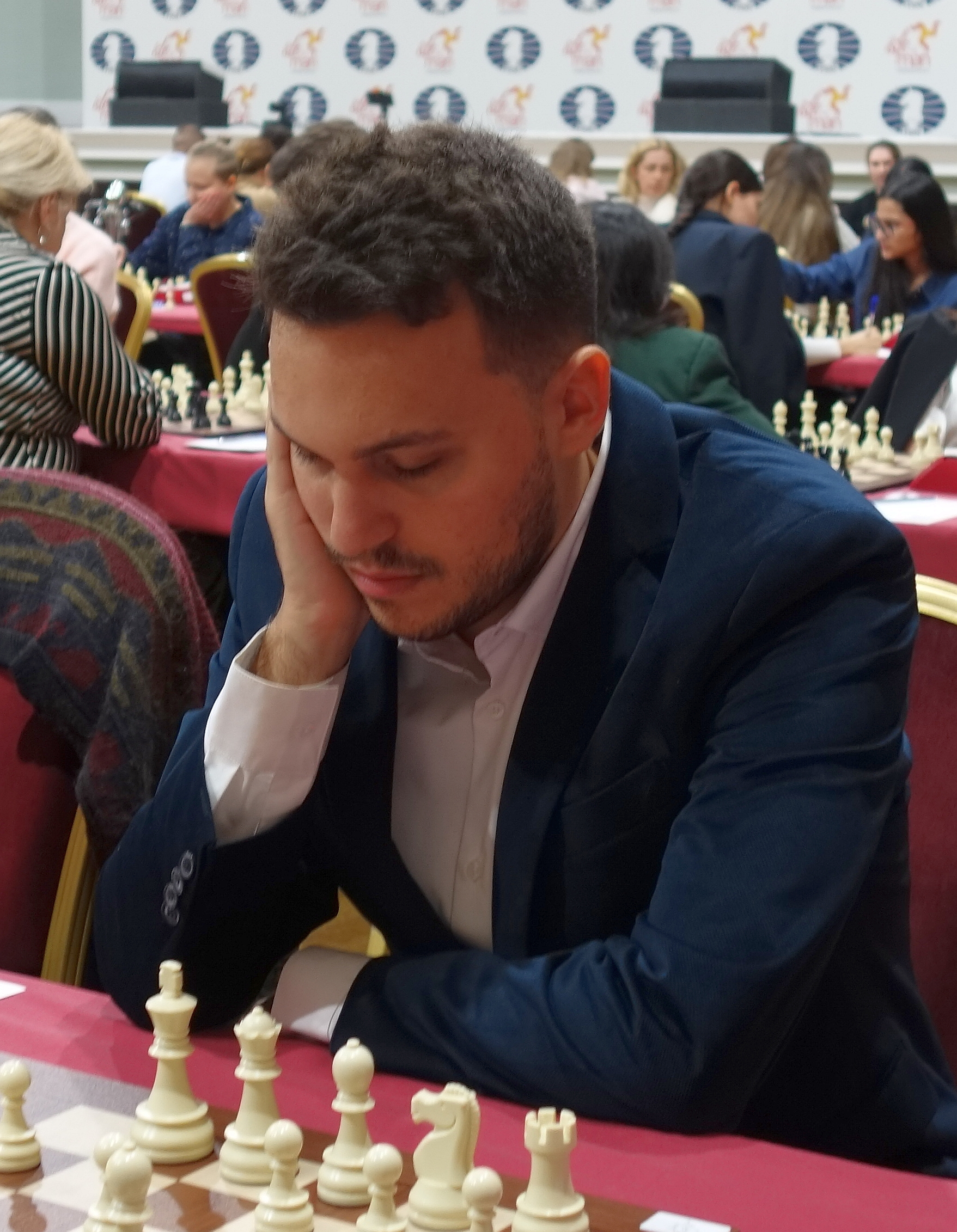
Alan Pichot, 2023

Alan Pichot (* 13. August 1998 in Buenos Aires, Argentinien) ist ein argentinisch-spanischer Schachspieler.

## Schachkarriere
Alan Pichot war bereits in den Klassen U10, U12, U14 und U18, Argentinischer Meister, wobei er den U18 Titel bereits mit 12 Jahren erhielt. 2008 wurde er Panamerikanischer Meister in der Klasse U10 und der Weltschachbund FIDE verlieh ihm den Titel FIDE-Meister.

### Jugendweltmeister U16 und Großmeister-Titel
2014 gewann er die Jugendweltmeisterschaft im Schach in der Klasse U16 mit 9 aus 11 Punkten (+9 =0 −2), einen halben Punkt vor dem Rest des Feldes.
2016 wurde ihm im Alter von 17 Jahren der Großmeister-Titel verliehen.
Im Juli 2019 erreichte Pichot bei der Panamerikanischen Einzelmeisterschaft mit 8 aus 11 Punkten (+6 =4 −1) den fünften Platz, dadurch qualifizierte er sich für den Schach-Weltpokal 2019.

### Schacholympiaden für Argentinien
Bei den Schacholympiaden spielte Alan Pichot zweimal für Argentinien. Bei der 42. Schacholympiade in Baku 2016 erzielte er 5½ aus 8 Punkten (+3 =5 −0). Im georgischen Batumi erreichte er 2018 bei der 43. Schacholympiade 5½ aus 9 Punkten (+4 =3 −2).
2021 war Alan Pichot zweimaliger Teilnehmer bei der aufgrund der COVID-19-Pandemie online ausgetragenen Champions Chess Tour. Sowohl beim Magnus Carlsen Invitational 2021 als auch beim FTX Crypto Cup schied er jedoch bereits in der Vorrunde aus.

### Wechsel zum spanischen Verband
Im Sommer 2023 wechselte er den Verband und tritt seitdem für Spanien an. Er nannte fehlende Unterstützung als Grund für den Wechsel.
Bei der 45. Schacholympiade 2024 in Budapest spielte er für Spanien und erreichte mit seiner Mannschaft den 10. Platz. Mit seinem Einzelergebnis von 7,5 aus 9 Punkten holte er die Bronzemedaille am 4. Brett, dabei erzielte er eine Eloperformance von 2756. 
Im Herbst 2024 gewann Pichot die X. Iberoamerikanische Einzelmeisterschaft in Linares mit 7,5 aus 9 Punkten.